# 木戸村 (滋賀県)
木戸村（きどむら）は、滋賀県滋賀郡にあった村。現在の大津市の北部、琵琶湖の沿岸、湖西線の蓬萊駅から比良駅の南までの沿線にあたる。

## 地理
- 山岳：蓬萊山、比良岳、烏谷山、比良山、堂満岳
- 湖沼：琵琶湖
- 河川：天川、木戸川、比良川

## 歴史
- 1889年（明治22年）4月1日 - 町村制の施行により、南船路村・八屋戸村・木戸村・荒川村・大物村・南比良村の区域をもって発足。
- 1955年（昭和30年）10月1日 - 和邇村・小松村と合併し、改めて志賀町が発足。同日木戸村廃止。

## 交通

### 鉄道路線
- 江若鉄道
  - 江若鉄道線
    - 蓬萊駅 - 近江木戸駅 - 青柳ヶ浜駅（臨時駅）

現在は旧村域に湖西線の蓬萊駅・志賀駅が所在。

### 道路
- 国道161号